# غزالة (تونس)
تقع مدينة غزالة في شمال شرق الجمهورية التونسية، وتبعد 50 كم غرب بنزرت و70 كم شمال غرب العاصمة تونس.